# Стелніка
Стелніка (рум. Stelnica) — село у повіті Яломіца в Румунії. Входить до складу комуни Стелніка.
Село розташоване на відстані 141 км на схід від Бухареста, 43 км на схід від Слобозії, 66 км на північний захід від Констанци, 113 км на південь від Галаца.

## Населення
За даними перепису населення 2002 року у селі проживали 1434 особи.
Національний склад населення села:
| Національність | Кількість осіб | Відсоток |
| -------------- | -------------- | -------- |
| румуни         | 1408           | 98,2%    |
| цигани         | 25             | 1,7%     |

Рідною мовою назвали:
| Мова      | Кількість осіб | Відсоток |
| --------- | -------------- | -------- |
| румунська | 1414           | 98,6%    |
| циганська | 19             | 1,3%     |